# ロリ地方
ロリ地方（Լոռի մարզ）はアルメニア北部の地方。中心都市はヴァナゾル。北でジョージアに接する。国内では、西にシラク地方、南にアラガツォトゥン地方とコタイク地方、東にタヴシュ地方と隣り合う。
人口は282,700人(2007年)、面積3,791km²、人口密度74人/km²。
10世紀から13世紀にかけてつくられたハフパットとサナインの修道院があり、ユネスコの世界遺産に登録されている。

## 都市
行政の中心ヴァナゾルのほかに、スピタク、ステパナヴァン、トゥマニャン 、アラヴェルディ、タシル、アフタラ、シャムルグなどの都市が存在する。

## 下位行政区分
56のコミュニティがある。
1. アズンヴァゾル
2. アラヴェルティ
3. アフタラ
4. アンタラムト
5. アンタラシェン
6. アルチュト
7. アレヴァショグ
8. バズム
9. ゲガサル
10. ギュラガラク
11. ゴガラン
12. グガルク
13. ダルパス
14. デベト
15. ドセグ
16. イェゲグヌト
17. トゥマニャン
18. レルナンツク
19. レルナパト
20. レルナヴァン
21. レルモントヴォ
22. ロリ・ベルト
23. ルサグビュル
24. フンコヤン
25. ツァグカベル
26. カトナジュル
27. ハラヴァル
28. ハルタギュグ
29. ゾラゲト
30. ゾラギュグ
31. グルサリ
32. マルカホヴィト
33. メツ・パルニ
34. メツァヴァン
35. ノル・ハチャカプ
36. シャフミャン
37. シェナヴァン
38. シラカムト
39. シノグ
40. チカロフ
41. ジュラシェン
42. サラランジ
43. サラハルト
44. サラメジ
45. サルチャペト
46. スピタク
47. ステパナヴァン
48. ヴァハグナゾル
49. ヴァハグニ
50. ヴァナゾル
51. タシル
52. パンバク
53. カラベルト
54. カラゾル
55. オズン
56. フィオレトヴォ